# فرانسوا آنری آلوپو
فرانسوا آنری آلوپو (فرانسوی: François Henri Hallopeau‎؛ ‏ ۱۷ ژانویهٔ ۱۸۴۲ – ۲۰ مارس ۱۹۱۹) پزشک و متخصص بیماری‌های پوست و مو اهل فرانسه بود.
او بود که اختلال موکنی (Trichotillomania) را در سال ۱۸۸۹ میلادی نام‌گذاری کرد.
وی همچنین برندهٔ جوایزی همچون لژیون دونور شده‌است.